# Cicle sexagesimal
El cicle sexagesimal xinès (en xinès: 干支; pinyin: gānzhī) és un sistema numèric cíclic de seixanta combinacions de dos cicles bàsics: els deu Troncs Celestes (天干; tuāngān) i les dotze Branques Terrestres (地支; dìzhī).
Aquest sistema de calendari tradicional xinès s'utilitza com una forma de numerar els dies i els anys, no només a la Xina sinó també en altres cultures de l'orient asiàtic, com el Japó, Corea i Vietnam. El sistema sexagesimal també és important en l'astrologia xinesa.

## Descripció
El cicle sexagesimal s'ha utilitzat a la Xina des del segon mil·lenni aC (s'ha trobat inscrit en ossos oraculars de la dinastia Shang), com una manera d'anomenar els dies (de la mateixa forma com solem anomenar els dies de la setmana). Aquest ús del cicle per als dies es va utilitzar durant la dinastia Zhou. Per exemple, la major part dels incisos dels Annals de la Primavera i la Tardor usen aquest sistema. El seu ús per anomenar els anys és més recent. Es va començar a difondre durant la dinastia Han occidental (202 aC - 8 dC), i podria haver-se iniciat en l'última part del període dels Regnes Combatents. El cicle actual va començar el 1984 i el 2044 en començarà un de nou.
D'acord amb el Nihonshoki (llibre de cròniques japoneses) el calendari es va transmetre al Japó l'any 553. No obstant això, no va ser fins al regnat de l'emperadriu Suiko que el calendari va tenir un ús polític. L'any 604, quan es va adoptar oficialment el calendari xinès, va ser el primer any del cicle. Aquest calendari es calcula combinant els cicles dels deu troncs (十干, jikkan) i les dotze branques (十二支, jūnishi). Aquests dos conjunts es van utilitzar per enumerar els anys del calendari civil. Combinant aquestes sèries s'obté una sèrie més gran de seixanta termes, ja que el mínim comú múltiple de 10 i 12 és 60. El primer terme es forma ajuntant el primer tronc amb la primera branca. Després s'uneix el segon tronc a la segona branca i així successivament. Si, per exemple es comença amb (甲子, kōshi), el 61è any a partir de llavors tornarà a ser kōshi.
Així és com va començar la tradició de celebrar el seixantè aniversari (還暦, kanreki) (literalment, retorn de calendari). L'ús de noms objectes de la naturalesa i animals de part d'aquest sistema ha creat molts mites, i la gent al Japó encara considera de bona o mala sort certs dies i anys.

## Els deu troncs celestes
|         | Tronc celeste | Nom xinès (Pronunciació mandarí en pinyin) | Nom japonès                            | Nom japonès         | Nom coreà | Nom coreà | Nom vietnamita | Yin o Yang | Element     |
| On'yomi | Tronc celeste | Nom xinès (Pronunciació mandarí en pinyin) | Kun'yomi amb el seu corresponent kanji | Romanitzat          | Hangul    |           | Nom vietnamita | Yin o Yang | Element     |
| ------- | ------------- | ------------------------------------------ | -------------------------------------- | ------------------- | --------- | --------- | -------------- | ---------- | ----------- |
| 1       | 甲            | jiǎ                                        | kō (こう)                              | kinoe (木の兄)      | gap       | 갑        | giáp           | yang       | fusta (木)  |
| 2       | 乙            | yǐ                                         | otsu (おつ)                            | kinoto (木の弟)     | eul       | 을        | ất             | yin        | fusta (木)  |
| 3       | 丙            | bǐng                                       | hei (へい)                             | hinoe (火の兄)      | byeong    | 병        | bính           | yang       | foc (火)    |
| 4       | 丁            | dīng                                       | tei (てい)                             | hinoto (火の弟)     | jeong     | 정        | đinh           | yin        | foc (火)    |
| 5       | 戊            | wù                                         | bo (ぼ)                                | tsuchinoe (土の兄)  | mu        | 무        | mậu            | yang       | terra (土)  |
| 6       | 己            | jǐ                                         | ki (き)                                | tsuchinoto (土の弟) | gi        | 기        | kỷ             | yin        | terra (土)  |
| 7       | 庚            | gēng                                       | kō (こう)                              | kanoe (金の兄)      | gyeong    | 경        | canh           | yang       | metall (金) |
| 8       | 辛            | xīn                                        | shin (しん)                            | kanoto (金の弟)     | shin      | 신        | tân            | yin        | metall (金) |
| 9       | 壬            | rén                                        | jin (じん)                             | mizunoe (水の兄)    | im        | 임        | nhâm           | yang       | aigua (水)  |
| 10      | 癸            | guǐ                                        | ki (き)                                | mizunoto (水の弟)   | gye       | 계        | quý            | yin        | aigua (水)  |

## Les dotze branques terrestres
|         | Branca terrestre | Nom xinès (Pronunciació mandarí en pinyin) | Nom japonès       | Nom japonès      | Nom coreà | Nom coreà | Nom vietnamita | Zodíac xinès          | Hores corresponents |
| On'yomi | Branca terrestre | Nom xinès (Pronunciació mandarí en pinyin) | Kun'yomi          | Romanitzat       | Hangul    |           | Nom vietnamita | Zodíac xinès          | Hores corresponents |
| ------- | ---------------- | ------------------------------------------ | ----------------- | ---------------- | --------- | --------- | -------------- | --------------------- | ------------------- |
| 1       | 子               | zǐ                                         | shi (し)          | ne (ね)          | ja        | 자        | tý             | Rata (鼠)             | 23h a 1h            |
| 2       | 丑               | chǒu                                       | chū (ちゅう)      | ushi (うし)      | chuk      | 축        | sửu            | Bou, vaca o toro (牛) | 1h a 3h             |
| 3       | 寅               | yín                                        | in (いん)         | tora (とら)      | in        | 인        | dần            | Tigre (虎)            | 3h a 5h             |
| 4       | 卯               | mǎo                                        | bō (ぼう)         | u (う)           | myo       | 묘        | mẹo/mão        | Conill o llebre (兔)  | 5h a 7h             |
| 5       | 辰               | chén                                       | shin (しん)       | tatsu (たつ)     | jin       | 진        | thìn           | Drac (龍)             | 7h a 9h             |
| 6       | 巳               | sì                                         | shi （し）        | mi（み）         | sa        | 사        | tỵ             | Serp (蛇)             | 9h a 11h            |
| 7       | 午               | wǔ                                         | go （ご)          | uma （うま)      | o         | 오        | ngọ            | Cavall (馬)           | 11h a 13h           |
| 8       | 未               | wèi                                        | mi（み）o bi (び) | hitsuji (ひつじ) | mi        | 미        | mùi            | Ovella o cabra (羊)   | 13h a 15h           |
| 9       | 申               | shēn                                       | shin (しん)       | saru (さる)      | shin      | 신        | thân           | Mico (猴)             | 15h a 17h           |
| 10      | 酉               | yǒu                                        | yū (ゆう)         | tori (とり)      | yu        | 유        | dậu            | Gall (雞)             | 17h a 19h           |
| 11      | 戌               | xū                                         | jutsu (じゅつ)    | inu (いぬ)       | sul       | 술        | tuất           | Gos (狗)              | 19h a 21h           |
| 12      | 亥               | hài                                        | gai (がい)        | i (い)           | hae       | 해        | hợi            | Porc o senglar (豬)   | 21h a 23h           |

## Combinacions del cicle
|    | Tronc-branca | Nom xinès | Nom coreà       | Nom japonès                         | Nom vietnamita | Associacions       |
| -- | ------------ | --------- | --------------- | ----------------------------------- | -------------- | ------------------ |
| 1  | 甲子         | jiǎ-zǐ    | gapja 갑자      | kōshi (こうし) / kinoe-ne           | Giáp Tý        | Yang Fusta Rata    |
| 2  | 乙丑         | yǐ-chǒu   | eulchuk 을축    | icchū (いっちゅう) / kinoto-ushi    | Ất Sửu         | Yin Fusta Bou      |
| 3  | 丙寅         | bǐng-yín  | byeongin 병인   | heiin (へいいん) / hinoe-tora       | Bính Dần       | Yang Foc Tigre     |
| 4  | 丁卯         | dīng-mǎo  | jeongmyo 정묘   | teibō (ていぼう) / hinoto-u         | Đinh Mão       | Yin Foc Conill     |
| 5  | 戊辰         | wù-chén   | mujin 무진      | boshin (ぼしん) / tsuchinoe-tatsu   | Mậo Thìn       | Yang Terra Drac    |
| 6  | 己巳         | jǐ-sì     | gisa 기사       | kishi (きし) / tsuchinoto-mi        | Kỷ Tỵ          | Yin Terra Serp     |
| 7  | 庚午         | gēng-wǔ   | gyeongo 경오    | kōgo (こうご) / kanoe-uma           | Canh Ngọ       | Yang Metall Cavall |
| 8  | 辛未         | xīn-wèi   | shinmi 신미     | shinbi (しんび) / kanoto-hitsuji    | Tân Mùi        | Yin Metall Ovella  |
| 9  | 壬申         | rén-shēn  | imshin 임신     | jinshin (じんしん) / mizunoe-saru   | Nhâm Thân      | Yang Aigua Mico    |
| 10 | 癸酉         | guǐ-yǒu   | gyeyu 계유      | kiyū (きゆう) / mizunoto-tori       | Quý Dậu        | Yin Aigua Gall     |
| 11 | 甲戌         | jiǎ-xū    | gapsul 갑술     | kōjutsu (こうじゅつ) / kinoe-inu    | Giáp Tuất      | Yang Fusta Gos     |
| 12 | 乙亥         | yǐ-hài    | eulhae 을해     | itsugai (いつがい) / kinoto-i       | Ât Hợi         | Yin Fusta Porc     |
| 13 | 丙子         | bǐng-zǐ   | byeongja 병자   | heishi (へいし) / hinoe-ne          | Bính Tý        | Yang Foc Rata      |
| 14 | 丁丑         | dīng-chǒu | jeongchuk 정축  | teichū (ていちゅう) / hinoto-ushi   | Đinh Sửu       | Yin Foc Bou        |
| 15 | 戊寅         | wù-yín    | muin 무인       | boin (ぼいん) / tsuchinoe-tora      | Mậu Dần        | Yang Terra Tigre   |
| 16 | 己卯         | jǐ-mǎo    | gimyo 기묘      | kibō (きぼう) / tsuchinoto-u        | Kỷ Mão         | Yin Terra Conill   |
| 17 | 庚辰         | gēng-chén | gyeongjin 경진  | kōshin (こうしん) / kanoe-tatsu     | Canh Thìn      | Yang Metall Drac   |
| 18 | 辛巳         | xīn-sì    | shinsa 신사     | shinshi (しんし) / kanoto-mi        | Tân Tỵ         | Yin Metall Serp    |
| 19 | 壬午         | rén-wǔ    | imo 임오        | jingo (じんご) / mizunoe-uma        | Nhâm Ngọ       | Yang Aigua Cavall  |
| 20 | 癸未         | guǐ-wèi   | gyemi 계미      | kibi (きび) / mizunoto-hitsuji      | Quý Mùi        | Yin Aigua Ovella   |
| 21 | 甲申         | jiǎ-shēn  | gapshin 갑신    | kōshin (こうしん) / kinoe-saru      | Giáp Thân      | Yang Fusta Mico    |
| 22 | 乙酉         | yǐ-yǒu    | eulyu 을유      | itsuyū (いつゆう) / kinoto-tori     | Ất Dậu         | Yin Fusta Gall     |
| 23 | 丙戌         | bǐng-xū   | byeongsul 병술  | heijutsu (へいじゅつ) / hinoe-inu   | Bính Tuất      | Yang Foc Gos       |
| 24 | 丁亥         | dīng-hài  | jeonghae 정해   | teigai (ていがい) / hinoto-i        | Đinh Hợi       | Yin Foc Porc       |
| 25 | 戊子         | wù-zǐ     | muja 무자       | boshi (ぼし) / tsuchinoe-ne         | Mậu Tý         | Yang Terra Rata    |
| 26 | 己丑         | jǐ-chǒu   | gichuk 기축     | kichū (きちゅう) / tsuchinoto-ushi  | Kỷ Sửu         | Yin Terra Bou      |
| 27 | 庚寅         | gēng-yín  | gyeongin 경인   | kōin (こういん) / kanoe-tora        | Canh Dần       | Yang Metall Tigre  |
| 28 | 辛卯         | xīn-mǎo   | shinmyo 신묘    | shinbō (しんぼう) / kanoto-u        | Tân Mão        | Yin Metall Conill  |
| 29 | 壬辰         | rén-chén  | imjin 임진      | jinshin (じんしん) / mizunoe-tatsu  | Nhâm Thìn      | Yang Aigua Drac    |
| 30 | 癸巳         | guǐ-sì    | gyesa 계사      | kishi (きし) / mizunoto-mi          | Quý Tỵ         | Yin Aigua Serp     |
| 31 | 甲午         | jiǎ-wǔ    | gapo 갑오       | kōgo (こうご) / kinoe-uma           | Giáo Ngọ       | Yang Fusta Cavall  |
| 32 | 乙未         | yǐ-wèi    | eulmi 을미      | itsubi (いつび) / kinoto-hitsuji    | Ất Mùi         | Yin Fusta Ovella   |
| 33 | 丙申         | bǐng-shēn | byeongshin 병신 | heishin (へいしん) / hinoe-saru     | Bính Thân      | Yang Foc Mico      |
| 34 | 丁酉         | dīng-yǒu  | jeongyu 정유    | teiyū (ていゆう) / hinoto-tori      | Đinh Dậu       | Yin Foc Gall       |
| 35 | 戊戌         | wù-xū     | musul 무술      | bojutsu (ぼじゅつ) / tsuchinoe-inu  | Mậu Tuất       | Yang Terra Gos     |
| 36 | 己亥         | jǐ-hài    | gihae 기해      | kigai (きがい) / tsuchinoto-i       | Kỷ Hợi         | Yin Terra Porc     |
| 37 | 庚子         | gēng-zǐ   | gyeongja 경자   | kōshi (こうし) / kanoe-ne           | Canh Tý        | Yang Metall Rata   |
| 38 | 辛丑         | xīn-chǒu  | shinchuk 신축   | shinchū (しんちゅう) / kanoto-ushi  | Tân Sửu        | Yin Metall Bou     |
| 39 | 壬寅         | rén-yín   | imin 임인       | jin'in (じんいん) / mizunoe-tora    | Nhâm Dần       | Yang Aigua Tigre   |
| 40 | 癸卯         | guǐ-mǎo   | gyemyo 계묘     | kibō (きぼう) / mizunoto-o          | Quý Mão        | Yin Aigua Conill   |
| 41 | 甲辰         | jiǎ-chén  | gapjin 갑진     | kōshin (こうしん) / kinoe-tatsu     | Giáp Thìn      | Yang Fusta Drac    |
| 42 | 乙巳         | yǐ-sì     | eulsa 을사      | itsushi (いつし) / kinoto-mi        | Ất Tỵ          | Yin Fusta Serp     |
| 43 | 丙午         | bǐng-wǔ   | byeongo 병오    | heigo (へいご) / hinoe-uma          | Bính Ngọ       | Yang Foc Cavall    |
| 44 | 丁未         | dīng-wèi  | jeongmi 정미    | teibi (ていび) / hinoto-hitsuji     | Đinh Mùi       | Yin Foc Ovella     |
| 45 | 戊申         | wù-shēn   | mushin 무신     | boshin (ぼしん) / tsuchinoe-saru    | Mậu Thân       | Yang Terra Mico    |
| 46 | 己酉         | jǐ-yǒu    | giyu 기유       | kiyū (きゆう) / tsuchinoto-tori     | Kỷ Dậu         | Yin Terra Gall     |
| 47 | 庚戌         | gēng-xū   | gyeongsul 경술  | kōjutsu (こうじゅつ) / kanoe-inu    | Canh Tuất      | Yang Metall Gos    |
| 48 | 辛亥         | xīn-hài   | shinhae 신해    | shingai (しんがい) / kanoto-i       | Tân Hợi        | Yin Metall Porc    |
| 49 | 壬子         | rén-zǐ    | imja 임자       | jinshi (じんし) / mizunoe-ne        | Nhâm Tý        | Yang Aigua Rata    |
| 50 | 癸丑         | guǐ-chǒu  | gyechuk 계축    | kichū (きちゅう) / mizunoto-ushi    | Quý Sửu        | Yin Aigua Bou      |
| 51 | 甲寅         | jiǎ-yín   | gapin 갑인      | kōin (こういん) / kinoe-tora        | Giáp Dần       | Yang Fusta Tigre   |
| 52 | 乙卯         | yǐ-mǎo    | eulmyo 을묘     | itsubō (いつぼう) / kinoto-u        | Ất Mão         | Yin Fusta Conill   |
| 53 | 丙辰         | bǐng-chén | byeongjin 병진  | heishin (へいしん) / hinoe-tatsu    | Bính Thìn      | Yang Foc Drac      |
| 54 | 丁巳         | dīng-sì   | jeongsa 정사    | teishi (ていし) / hinoto-mi         | Đinh Tỵ        | Yin Foc Serp       |
| 55 | 戊午         | wù-wǔ     | muo 무오        | bogo (ぼご) / tsuchinoe-uma         | Mậu Ngọ        | Yang Terra Cavall  |
| 56 | 己未         | jǐ-wèi    | gimi 기미       | kibi (きび) / tsuchinoto-hitsuji    | Kỷ Mùi         | Yin Terra Ovella   |
| 57 | 庚申         | gēng-shēn | gyeongshin 경신 | kōshin (こうしん) / kanoe-saru      | Canh Thân      | Yang Metall Mico   |
| 58 | 辛酉         | xīn-yǒu   | shinyu 신유     | shin'yū (しんゆう) / kanoto-tori    | Tân Dậu        | Yin Metall Gall    |
| 59 | 壬戌         | rén-xū    | imsul 임술      | jinjutsu (じんじゅつ) / mizunoe-inu | Nhâm Tuất      | Yang Aigua Gos     |
| 60 | 癸亥         | guǐ-hài   | gyehae 계해     | kigai (きがい) / mizunoto-i         | Quý Hợi        | Yin Aigua Porc     |

Les 24 direccions cardinals.

El cicle sexagesimal es va usar primer per als dies i després també per als anys. Es va utilitzar menys comunament per als mesos. Per exemple, el 2000 va ser el 17è any del 78è cicle sexagenari. Va ser un any gēng-chén (庚辰年), Yang Metall Drac. Per tant, el 2006 és el 23è any del 78è cicle. Va ser anomenat any bǐng-xū (丙戌年), Yang Foc Gos; el 2007 va ser l'any Yin Foc Porc.
Avui dia ja no és corrent designar així els mesos i els dies, encara que es mostra als calendaris xinesos i almanacs.

## Relació amb el calendari occidental
A continuació es troben els anys del cicle sexagesimal relacionats amb els del calendari occidental des de 1804 a 2043, és a dir, quatre cicles sexagenaris complets.

### 1804 a 1923
|    | 1804 a 1863                                | Tronc celestial | Branca terrenal | 1864 a 1923                                |
| -- | ------------------------------------------ | --------------- | --------------- | ------------------------------------------ |
|    | Any                                        | (Elements)      | (Animals)       | Any                                        |
| 1  | 11 de febrer de 1804 - 30 de gener de 1805 | 甲 Yang Fusta   | 子 Rata         | 8 de febrer de 1864 - 26 de gener de 1865  |
| 2  | 31 de gener de 1805 - 17 de febrer de 1806 | 乙 Yin Fusta    | 丑 Bou          | 27 de gener de 1865 - 14 de febrer de 1866 |
| 3  | 18 de febrer de 1806 - 6 de febrer de 1807 | 丙 Yang Foc     | 寅 Tigre        | 15 de febrer de 1866 - 4 de febrer de 1867 |
| 4  | 7 de febrer de 1807 - 27 de gener de 1808  | 丁 Yin Foc      | 卯 Conill       | 5 de febrer de 1867 - 24 de gener de 1868  |
| 5  | 28 de gener de 1808 - 13 de febrer de 1809 | 戊 Yang Terra   | 辰 Drac         | 25 de gener de 1868 - 10 de febrer de 1869 |
| 6  | 14 de febrer de 1809 - 3 de febrer de 1810 | 己 Yin Terra    | 巳 Serp         | 11 de febrer de 1869 - 30 de gener de 1870 |
| 7  | 4 de febrer de 1810 - 24 de gener de 1811  | 庚 Yang Metall  | 午 Cavall       | 31 de gener de 1870 - 18 de febrer de 1871 |
| 8  | 25 de gener de 1811 - 12 de febrer de 1812 | 辛 Yin Metall   | 未 Ovella       | 19 de febrer de 1871 - 8 de febrer de 1872 |
| 9  | 13 de febrer de 1812 - 31 de gener de 1813 | 壬 Yang Aigua   | 申 Mico         | 9 de gener de 1872 - 28 de gener de 1873   |
| 10 | 1 de febrer de 1813 - 19 de febrer de 1814 | 癸 Yin Aigua    | 酉 Gall         | 29 de gener de 1873 - 16 de febrer de 1874 |
| 11 | 20 de febrer de 1814 - 8 de febrer de 1815 | 甲 Yang Fusta   | 戌 Gos          | 17 de febrer de 1874 - 5 de febrer de 1875 |
| 12 | 9 de febrer de 1815 - 28 de gener de 1816  | 乙 Yin Fusta    | 亥 Porc         | 6 de febrer de 1875 - 25 de gener de 1876  |
| 13 | 29 de gener de 1816 - 16 de gener de 1817  | 丙 Yang Foc     | 子 Rata         | 26 de gener de 1876 - 12 de febrer de 1877 |
| 14 | 17 de gener de 1817 - 4 de febrer de 1818  | 丁 Yin Foc      | 丑 Bou          | 13 de febrer de 1877 - 1 de febrer de 1878 |
| 15 | 5 de febrer de 1818 - 25 de gener de 1819  | 戊 Yang Terra   | 寅 Tigre        | 2 de febrer de 1878 - 21 de gener de 1879  |
| 16 | 26 de gener de 1819 - 13 de febrer de 1820 | 己 Yin Terra    | 卯 Conill       | 22 de gener de 1879 - 9 de febrer de 1880  |
| 17 | 13 de febrer de 1820 - 2 de febrer de 1821 | 庚 Yang Metall  | 辰 Drac         | 10 de febrer de 1880 - 29 de gener de 1881 |
| 18 | 3 de febrer de 1821 - 22 de gener de 1822  | 辛 Yin Metall   | 巳 Serp         | 30 de gener de 1881 - 17 de febrer de 1882 |
| 19 | 23 de gener de 1822 - 10 de febrer de 1823 | 壬 Yang Aigua   | 午 Cavall       | 18 de febrer de 1882 - 7 de febrer de 1883 |
| 20 | 11 de febrer de 1823 - 30 de gener de 1824 | 癸 Yin Aigua    | 未 Ovella       | 8 de febrer de 1883 - 27 de gener de 1884  |
| 21 | 31 de gener de 1824 - 17 de febrer de 1825 | 甲 Yang Fusta   | 申 Mico         | 28 de gener de 1884 - 14 de febrer de 1885 |
| 22 | 18 de febrer de 1825 - 6 de febrer de 1826 | 乙 Yin Fusta    | 酉 Gall         | 15 de febrer de 1885 - 3 de febrer de 1886 |
| 23 | 7 de febrer de 1826 - 26 de gener de 1827  | 丙 Yang Foc     | 戌 Gos          | 4 de febrer de 1886 - 23 de gener de 1887  |
| 24 | 27 de gener de 1827 - 14 de febrer de 1828 | 丁 Yin Foc      | 亥 Porc         | 24 de gener de 1887 - 11 de febrer de 1888 |
| 25 | 15 de febrer de 1828 - 3 de febrer de 1829 | 戊 Yang Terra   | 子 Rata         | 12 de febrer de 1888 - 30 de gener de 1889 |
| 26 | 4 de febrer de 1829 - 24 de gener de 1830  | 己 Yin Terra    | 丑 Bou          | 31 de gener de 1889 - 20 de gener de 1890  |
| 27 | 25 de gener de 1830 - 12 de febrer de 1831 | 庚 Yang Metall  | 寅 Tigre        | 21 de gener de 1890 - 8 de febrer de 1891  |
| 28 | 13 de febrer de 1831 - 1 de febrer de 1832 | 辛 Yin Metall   | 卯 Conill       | 9 de febrer de 1891 - 29 de gener de 1892  |
| 29 | 2 de febrer de 1832 - 19 de febrer de 1833 | 壬 Yang Aigua   | 辰 Drac         | 30 de gener de 1892 - 16 de febrer de 1893 |
| 30 | 20 de febrer de 1833 - 8 de febrer de 1834 | 癸 Yin Aigua    | 巳 Serp         | 17 de febrer de 1893 - 5 de febrer de 1894 |
| 31 | 9 de febrer de 1834 - 28 de gener de 1835  | 甲 Yang Fusta   | 午 Cavall       | 6 de febrer de 1894 - 25 de gener de 1895  |
| 32 | 29 de gener de 1835 - 16 de febrer de 1836 | 乙 Yin Fusta    | 未 Ovella       | 26 de gener de 1895 - 12 de gener de 1896  |
| 33 | 17 de febrer de 1836 - 4 de febrer de 1837 | 丙 Yang Foc     | 申 Mico         | 13 de gener de 1896 - 1 de febrer de 1897  |
| 34 | 5 de febrer de 1837 - 25 de gener de 1838  | 丁 Yin Foc      | 酉 Gall         | 2 de febrer de 1897 - 21 de gener de 1898  |
| 35 | 26 de gener de 1838 - 13 de febrer de 1839 | 戊 Yang Terra   | 戌 Gos          | 22 de gener de 1898 - 9 de febrer de 1899  |
| 36 | 14 de febrer de 1839 - 2 de febrer de 1840 | 己 Yin Terra    | 亥 Porc         | 10 de febrer de 1899 - 30 de gener de 1900 |
| 37 | 3 de febrer de 1840 - 22 de gener de 1841  | 庚 Yang Metall  | 子 Rata         | 31 de gener de 1900 - 18 de febrer de 1901 |
| 38 | 23 de gener de 1841 - 9 de febrer de 1842  | 辛 Yin Metall   | 丑 Bou          | 19 de febrer de 1901 - 7 de febrer de 1902 |
| 39 | 10 de febrer de 1842 - 29 de gener de 1843 | 壬 Yang Aigua   | 寅 Tigre        | 8 de febrer de 1902 - 28 de gener de 1903  |
| 40 | 30 de gener de 1843 - 17 de febrer de 1844 | 癸 Yin Aigua    | 卯 Conill       | 28 de gener de 1903 - 15 de febrer de 1904 |
| 41 | 18 de febrer de 1844 - 6 de febrer de 1845 | 甲 Yang Fusta   | 辰 Drac         | 16 de febrer de 1904 - 3 de febrer de 1905 |
| 42 | 7 de febrer de 1845 - 26 de gener de 1846  | 乙 Yin Fusta    | 巳 Serp         | 4 de febrer de 1905 - 24 de gener de 1906  |
| 43 | 27 de gener de 1846 - 14 de febrer de 1847 | 丙 Yang Foc     | 午 Cavall       | 25 de gener de 1906 - 12 de febrer de 1907 |
| 44 | 15 de febrer de 1847 - 4 de febrer de 1848 | 丁 Yin Foc      | 未 Ovella       | 13 de febrer de 1907 - 1 de febrer de 1908 |
| 45 | 5 de febrer de 1848 - 23 de gener de 1849  | 戊 Yang Terra   | 申 Mico         | 2 de febrer de 1908 - 21 de gener de 1909  |
| 46 | 24 de gener de 1849 - 11 de febrer de 1850 | 己 Yin Terra    | 酉 Gall         | 22 de gener de 1909 - 9 de febrer de 1910  |
| 47 | 12 de febrer de 1850 - 31 de gener de 1851 | 庚 Yang Metall  | 戌 Gos          | 10 de febrer de 1910 - 29 de gener de 1911 |
| 48 | 1 de febrer de 1851 - 19 de febrer de 1852 | 辛 Yin Metall   | 亥 Porc         | 30 de gener de 1911 - 17 de febrer de 1912 |
| 49 | 20 de febrer de 1852 - 7 de febrer de 1853 | 壬 Yang Aigua   | 子 Rata         | 18 de febrer de 1912 - 5 de febrer de 1913 |
| 50 | 8 de febrer de 1853 - 28 de gener de 1854  | 癸 Yin Aigua    | 丑 Bou          | 6 de febrer de 1913 - 25 de gener de 1914  |
| 51 | 29 de gener de 1854 - 16 de febrer de 1855 | 甲 Yang Fusta   | 寅 Tigre        | 26 de gener de 1914 - 13 de febrer de 1915 |
| 52 | 17 de febrer de 1855 - 5 de febrer de 1856 | 乙 Yin Fusta    | 卯 Conill       | 14 de febrer de 1915 - 2 de febrer de 1916 |
| 53 | 6 de febrer de 1856 - 25 de gener de 1857  | 丙 Yang Foc     | 辰 Drac         | 3 de febrer de 1916 - 22 de gener de 1917  |
| 54 | 26 de gener de 1857 - 13 de febrer de 1858 | 丁 Yin Foc      | 巳 Serp         | 23 de gener de 1917 - 10 de febrer de 1918 |
| 55 | 14 de febrer de 1858 - 2 de febrer de 1859 | 戊 Yang Terra   | 午 Cavall       | 11 de febrer de 1918 - 31 de gener de 1919 |
| 56 | 3 de febrer de 1859 - 22 de gener de 1860  | 己 Yin Terra    | 未 Ovella       | 1 de febrer de 1919 - 18 de febrer de 1920 |
| 57 | 23 de gener de 1860 - 9 de febrer de 1861  | 庚 Yang Metall  | 申 Mico         | 19 de febrer de 1920 - 7 de febrer de 1921 |
| 58 | 10 de febrer de 1861 - 29 de gener de 1862 | 辛 Yin Metall   | 酉 Gall         | 8 de febrer de 1921 - 27 de gener de 1922  |
| 59 | 30 de gener de 1862 - 17 de gener de 1863  | 壬 Yang Aigua   | 戌 Gos          | 28 de gener de 1922 - 15 de febrer de 1923 |
| 60 | 18 de febrer de 1863 - 7 de febrer de 1864 | 癸 Yin Aigua    | 亥 Porc         | 16 de febrer de 1923 - 4 de febrer de 1924 |

### 1924 a 2043
|    | 1924 a 1983                                | Tronc celestial | Branca terrenal | 1984 a 2043                                |
| -- | ------------------------------------------ | --------------- | --------------- | ------------------------------------------ |
|    | Any                                        | (Elements)      | (Animals)       | Any                                        |
| 1  | 5 de febrer de 1924 - 23 de gener de 1925  | 甲 Yang Fusta   | 子 Rata         | 2 de febrer de 1984 - 19 de febrer de 1985 |
| 2  | 24 de gener de 1925 - 11 de febrer de 1926 | 乙 Yin Fusta    | 丑 Bou          | 20 de febrer de 1985 - 8 de febrer de 1986 |
| 3  | 12 de febrer de 1926 - 1 de febrer de 1927 | 丙 Yang Foc     | 寅 Tigre        | 9 de febrer de 1986 - 28 de gener de 1987  |
| 4  | 2 de febrer de 1927 - 21 de gener de 1928  | 丁 Yin Foc      | 卯 Conill       | 29 de gener de 1987 - 16 de febrer de 1988 |
| 5  | 22 de gener de 1928 - 8 de febrer de 1929  | 戊 Yang Terra   | 辰 Drac         | 17 de febrer de 1988 - 5 de febrer de 1989 |
| 6  | 9 de febrer de 1929 - 28 de gener de 1930  | 己 Yin Terra    | 巳 Serp         | 6 de febrer de 1989 - 25 de gener de 1990  |
| 7  | 29 de gener de 1930 - 16 de febrer de 1931 | 庚 Yang Metall  | 午 Cavall       | 26 de gener de 1990 - 13 de febrer de 1991 |
| 8  | 17 de febrer de 1931 - 5 de febrer de 1932 | 辛 Yin Metall   | 未 Ovella       | 14 de febrer de 1991 - 2 de febrer de 1992 |
| 9  | 6 de febrer de 1932 - 24 de gener de 1933  | 壬 Yang Aigua   | 申 Mico         | 3 de febrer de 1992 - 21 de gener de 1993  |
| 10 | 25 de gener de 1933 - 13 de febrer de 1934 | 癸 Yin Aigua    | 酉 Gall         | 22 de gener de 1993 - 9 de febrer de 1994  |
| 11 | 14 de febrer de 1934 - 2 de febrer de 1935 | 甲 Yang Fusta   | 戌 Gos          | 10 de febrer de 1994 - 30 de gener de 1995 |
| 12 | 3 de febrer de 1935 - 23 de gener de 1936  | 乙 Yin Fusta    | 亥 Porc         | 31 de gener de 1995 - 18 de febrer de 1996 |
| 13 | 24 de gener de 1936 - 10 de febrer de 1937 | 丙 Yang Foc     | 子 Rata         | 19 de febrer de 1996 - 6 de febrer de 1997 |
| 14 | 11 de febrer de 1937 - 30 de gener de 1938 | 丁 Yin Foc      | 丑 Bou          | 7 de febrer de 1997 - 27 de gener de 1998  |
| 15 | 31 de gener de 1938 - 18 de febrer de 1939 | 戊 Yang Terra   | 寅 Tigre        | 28 de gener de 1998 - 15 de febrer de 1999 |
| 16 | 19 de febrer de 1939 - 7 de febrer de 1940 | 己 Yin Terra    | 卯 Conill       | 16 de febrer de 1999 - 4 de febrer de 2000 |
| 17 | 8 de febrer de 1940 - 26 de gener de 1941  | 庚 Yang Metall  | 辰 Drac         | 5 de febrer de 2000 - 23 de gener de 2001  |
| 18 | 27 de gener de 1941 - 14 de febrer de 1942 | 辛 Yin Metall   | 巳 Serp         | 24 de gener de 2001 - 11 de febrer de 2002 |
| 19 | 15 de febrer de 1942 - 3 de febrer de 1943 | 壬 Yang Aigua   | 午 Cavall       | 12 de febrer de 2002 - 31 de gener de 2003 |
| 20 | 4 de febrer de 1943 - 24 de gener de 1944  | 癸 Yin Aigua    | 未 Ovella       | 1 de febrer de 2003 - 21 de gener de 2004  |
| 21 | 25 de gener de 1944 - 12 de febrer de 1945 | 甲 Yang Fusta   | 申 Mico         | 22 de gener de 2004 - 8 de febrer de 2005  |
| 22 | 13 de febrer de 1945 - 1 de febrer de 1946 | 乙 Yin Fusta    | 酉 Gall         | 9 de febrer de 2005 - 28 de gener de 2006  |
| 23 | 2 de febrer de 1946 - 21 de gener de 1947  | 丙 Yang Foc     | 戌 Gos          | 29 de gener de 2006 - 17 de febrer 2007    |
| 24 | 22 de gener de 1947 - 9 de febrer de 1948  | 丁 Yin Foc      | 亥 Porc         | 18 de febrer de 2007 - 6 de febrer de 2008 |
| 25 | 10 de febrer de 1948 - 28 de gener de 1949 | 戊 Yang Terra   | 子 Rata         | 7 de febrer de 2008 - 25 de gener de 2009  |
| 26 | 29 de gener de 1949 - 16 de febrer de 1950 | 己 Yin Terra    | 丑 Bou          | 26 de gener de 2009 - 13 de febrer de 2010 |
| 27 | 17 de febrer de 1950 - 5 de febrer de 1951 | 庚 Yang Metall  | 寅 Tigre        | 14 de febrer de 2010 - 2 de febrer de 2011 |
| 28 | 6 de febrer de 1951 - 26 de gener de 1952  | 辛 Yin Metall   | 卯 Conill       | 3 de febrer de 2011 - 22 de gener de 2012  |
| 29 | 27 de gener de 1952 - 13 de febrer de 1953 | 壬 Yang Aigua   | 辰 Drac         | 23 gener de 2012 - 9 de febrer de 2013     |
| 30 | 14 de febrer de 1953 - 2 de febrer de 1954 | 癸 Yin Aigua    | 巳 Serp         | 10 febrer de 2013 - 30 de gener de 2014    |
| 31 | 3 de febrer de 1954 - 23 de gener de 1955  | 甲 Yang Fusta   | 午 Cavall       | 31 de gener de 2014 - 18 de febrer de 2015 |
| 32 | 24 de gener de 1955 - 11 de febrer de 1956 | 乙 Yin Fusta    | 未 Ovella       | 19 de febrer de 2015 - 7 de febrer de 2016 |
| 33 | 12 de febrer de 1956 - 30 de gener de 1957 | 丙 Yang Foc     | 申 Mico         | 8 de febrer de 2016 - 27 de gener de 2017  |
| 34 | 31 de gener de 1957 - 17 de febrer de 1958 | 丁 Yin Foc      | 酉 Gall         | 28 de gener de 2017 - 18 de febrer de 2018 |
| 35 | 18 de febrer de 1958 - 7 de febrer de 1959 | 戊 Yang Terra   | 戌 Gos          | 19 de febrer de 2018 - 4 de febrer de 2019 |
| 36 | 8 de febrer de 1959 - 27 de gener de 1960  | 己 Yin Terra    | 亥 Porc         | 5 de febrer de 2019 - 24 de gener de 2020  |
| 37 | 28 de gener de 1960 - 14 de febrer de 1961 | 庚 Yang Metall  | 子 Rata         | 25 de gener de 2020 - 11 de febrer de 2021 |
| 38 | 15 de febrer de 1961 - 4 de febrer de 1962 | 辛 Yin Metall   | 丑 Bou          | 12 de febrer de 2021 - 31 de gener de 2022 |
| 39 | 5 de febrer de 1962 - 24 de gener de 1963  | 壬 Yang Aigua   | 寅 Tigre        | 1 de febrer de 2022 - 21 de gener de 2023  |
| 40 | 25 de gener de 1963 - 12 de febrer de 1964 | 癸 Yin Aigua    | 卯 Conill       | 22 de gener de 2023 - 9 de febrer de 2024  |
| 41 | 13 de febrer de 1964 - 1 de febrer de 1965 | 甲 Yang Fusta   | 辰 Drac         | 10 de febrer de 2024 - 28 de gener de 2025 |
| 42 | 2 de febrer de 1965 - 20 de gener de 1966  | 乙 Yin Fusta    | 巳 Serp         | 29 de gener de 2025 - 16 de febrer de 2026 |
| 43 | 21 de gener de 1966 - 8 de febrer de 1967  | 丙 Yang Foc     | 午 Cavall       | 17 de febrer de 2026 - 5 de febrer de 2027 |
| 44 | 9 de febrer de 1967 - 29 de gener de 1968  | 丁 Yin Foc      | 未 Ovella       | 6 de febrer de 2027 - 25 de gener de 2028  |
| 45 | 30 de gener de 1968 - 16 de febrer de 1969 | 戊 Yang Terra   | 申 Mico         | 26 de gener de 2028 - 12 de febrer de 2029 |
| 46 | 17 de febrer de 1969 - 5 de febrer de 1970 | 己 Yin Terra    | 酉 Gall         | 13 de febrer de 2029 - 2 de febrer de 2030 |
| 47 | 6 de febrer de 1970 - 26 de gener de 1971  | 庚 Yang Metall  | 戌 Gos          | 3 de febrer de 2030 - 22 de gener de 2031  |
| 48 | 27 de gener de 1971 - 14 de febrer de 1972 | 辛 Yin Metall   | 亥 Porc         | 23 de gener de 2031 - 10 de febrer de 2032 |
| 49 | 15 de febrer de 1972 - 2 de febrer de 1973 | 壬 Yang Aigua   | 子 Rata         | 11 de febrer de 2032 - 30 de gener de 2033 |
| 50 | 3 de febrer de 1973 - 22 de gener de 1974  | 癸 Yin Aigua    | 丑 Bou          | 31 de gener de 2033 - 18 de febrer de 2034 |
| 51 | 23 de gener de 1974 - 10 de febrer de 1975 | 甲 Yang Fusta   | 寅 Tigre        | 19 de febrer de 2034 - 7 de febrer de 2035 |
| 52 | 11 de febrer de 1975 - 30 de gener de 1976 | 乙 Yin Fusta    | 卯 Conill       | 8 de febrer de 2035 - 27 de gener de 2036  |
| 53 | 31 de gener de 1976 - 17 de febrer de 1977 | 丙 Yang Foc     | 辰 Drac         | 28 de gener de 2036 - 14 de febrer de 2037 |
| 54 | 18 de febrer de 1977 - 6 de febrer de 1978 | 丁 Yin Foc      | 巳 Serp         | 15 de febrer de 2037 - 3 de febrer de 2038 |
| 55 | 7 de febrer de 1978 - 27 de gener de 1979  | 戊 Yang Terra   | 午 Cavall       | 4 de febrer de 2038 - 23 de gener de 2039  |
| 56 | 28 de gener de 1979 - 15 de febrer de 1980 | 己 Yin Terra    | 未 Ovella       | 24 de gener de 2039 - 11 de febrer de 2040 |
| 57 | 16 de febrer de 1980 - 4 de febrer de 1981 | 庚 Yang Metall  | 申 Mico         | 12 de febrer de 2040 - 31 de gener de 2041 |
| 58 | 5 de febrer de 1981 - 24 de gener de 1982  | 辛 Yin Metall   | 酉 Gall         | 1 de febrer de 2041 - 21 de gener de 2042  |
| 59 | 25 de gener de 1982 -12 de febrer de 1983  | 壬 Yang Aigua   | 戌 Gos          | 22 de gener de 2042 - 9 de febrer de 2043  |
| 60 | 13 de febrer de 1983 - 1 de febrer de 1984 | 癸 Yin Aigua    | 亥 Porc         | 10 de febrer de 2043 - 29 de gener de 2044 |